# Regeringen Ciucă
Regeringen Ciucă var Rumäniens regering mellan 25 november 2021 och 13 juni 2023. Det var en koalitionsregering bestående av Nationalliberala partiet (PNL), Socialdemokratiska partiet (PSD), och Ungerska demokratiska unionen i Rumänien (UDMR). Tillsammans kallade de sig för Nationella koalitionen för Rumänien. Regeringen leddes av premiärminister Nicolae Ciucă från PNL. Regeringen ersatte den tidigare regeringen Cîțu och efterträddes av regeringen Ciolacu.

## Sammansättning
| Bild                  | Titel                                                          | Namn                            | Parti            | Parti     | Tillträdde       | Avgick           |
| --------------------- | -------------------------------------------------------------- | ------------------------------- | ---------------- | --------- | ---------------- | ---------------- |
|                       | Premiärminister                                                | Nicolae Ciucă                   |                  | PNL       | 25 november 2021 |                  |
| Vice premiärministrar |                                                                |                                 |                  |           |                  |                  |
|                       | Vice premiärminister                                           | Sorin Grindeanu                 |                  | PSD       | 25 november 2021 |                  |
|                       | Vice premiärminister                                           | Hunor Kelemena                  |                  | UDMR      | 25 november 2021 |                  |
| Ministrar             |                                                                |                                 |                  |           |                  |                  |
|                       | Regeringens säkerhetsgeneral                                   | Marian Neacșu                   |                  | PSD       | 25 november 2021 |                  |
|                       | Utrikesminister                                                | Bogdan Aurescu                  |                  | oberoende | 25 november 2021 |                  |
|                       | Inrikesminister                                                | Lucian Bode                     |                  | PNL       | 25 november 2021 |                  |
|                       | Jordbruksminister och minister för landsbygdsutveckling        | Adrian Chesnoiu                 |                  | PSD       | 25 november 2021 | 23 juni 2022     |
|                       | Jordbruksminister och minister för landsbygdsutveckling        | Sorin Grindeanu (tillförordnad) | 23 juni 2022     | PSD       | 8 juli 2022      |                  |
|                       | Jordbruksminister och minister för landsbygdsutveckling        | Petre Daea                      | 8 juli 2022      | PSD       |                  |                  |
|                       | Försvarsminister                                               | Vasile Dîncu                    |                  | PSD       | 25 november 2021 |                  |
|                       | Minister för forskning, innovation och digitalisering          | Florin Roman                    |                  | PNL       | 25 november 2021 | 15 december 2021 |
|                       | Minister för forskning, innovation och digitalisering          | Virgil Popescu (tillförordnad)  | 15 december 2021 | PNL       | 18 januari 2021  |                  |
|                       | Minister för forskning, innovation och digitalisering          | Marcel Boloș                    | 28 januari 2022  | PNL       | 3 maj 2022       |                  |
|                       | Minister för forskning, innovation och digitalisering          | Sebastian Burduja               | 3 maj 2022       | PNL       |                  |                  |
|                       | Kulturminister                                                 | Lucian Romașcanu                |                  | PSD       | 25 november 2021 |                  |
|                       | Minister för utveckling, offentliga arbeten och administration | Cseke Attila                    |                  | UDMR      | 25 november 2021 |                  |
|                       | Utbildningsminister                                            | Sorin Cîmpeanu                  |                  | PNL       | 25 november 2021 |                  |
|                       | Energiminister                                                 | Virgil Popescu                  |                  | PNL       | 25 november 2021 |                  |
|                       | Ekonomiminister                                                | Florin Spătaru                  |                  | PSD       | 25 november 2021 |                  |
|                       | Arbetsmarknadsminister och minister för social solidaritet     | Marius Budăi                    |                  | PSD       | 25 november 2021 |                  |
|                       | Miljöminister och minister för vatten och skog                 | Tánczos Barna                   |                  | UDMR      | 25 november 2021 |                  |
|                       | Transport- och infrastrukturminister                           | Sorin Grindeanu                 |                  | PSD       | 25 november 2021 |                  |
|                       | Finansminister                                                 | Adrian Câciu                    |                  | PSD       | 25 november 2021 |                  |
|                       | Justitieminister                                               | Cătălin Predoiu                 |                  | PNL       | 25 november 2021 |                  |
|                       | Hälsominister                                                  | Alexandru Rafila                |                  | PSD       | 25 november 2021 |                  |
|                       | Minister för investeringar och europeiska projekt              | Dan Vîlceanu                    |                  | PNL       | 25 november 2021 | 2 april 2022     |
|                       | Minister för investeringar och europeiska projekt              | Marcel Boloș                    | 3 maj 2022       | PNL       |                  |                  |
|                       | Idrottsminister                                                | Eduard Novak                    |                  | UDMR      | 25 november 2021 |                  |
|                       | Minister för familj, ungdom och lika möjligheter               | Gabriela Firea                  |                  | PSD       | 25 november 2021 |                  |
|                       | Minister för entreprenörskap och turism                        | Constantin Cadariu              |                  | PNL       | 25 november 2021 |                  |